# برنارد لوي
برنارد لوي (بالإنجليزية: Bernard Lowe)‏ (1 يناير 1885 في المملكة المتحدة - ) هو لاعب كرة قدم بريطاني (وحمل سابقاً جنسية المملكة المتحدة لبريطانيا العظمى وأيرلندا) في مركز مهاجم داخلي. لعب مع برمنغهام سيتي وHalesowen Town F.C. ‏ ودارلاستون تاون.